# Wacław Wiszenko
Wacław Wiszenko, właściwie Bazyli Wiszenko (ur. 3 marca 1915 w Miedwieżykach niedaleko Siematycz, zm. 23 września 1973 w Świdniku) – mat Polskiej Marynarki Wojennej.

## Życiorys
Od 1935 uczęszczał do szkoły handlowej w Brześciu nad Bugiem. Na krótko przed wybuchem wojny w 1939 został zmobilizowany we Włodawie do 9 pułku artylerii ciężkiej. W okresie kampanii wrześniowej brał udział w obronie Warszawy. Następnie w niewoli niemieckiej. Na mocy ustaleń układu Ribentropp–Mołotow został przekazany jako jeniec Sowietom. Trafił do obozu jenieckiego w głębi ZSRR. Po wybuchu wojny niemiecko–radzieckiej w 1941, gdy zaczęła się tworzyć armia Andersa planował się do niej dostać. Robiono mu trudności ze względu na jego wyznanie, imię z nazwiskiem. Administracja obozu chciała zrobić z niego Białorusina - obywatela sowieckiego - taki podlegałby służbie w Armii Czerwonej. Bazyli przeszedł na wyznanie rzymskokatolickie oraz przyjął katolickie imię Wacław. Latem 1942 ewakuował się wraz z resztą wojska do Iranu. Następnie przez Irak, Palestynę, Egipt i Afrykę Południową trafił, więc do Anglii. Tam przeszedł przeszkolenie i został przydzielony do Marynarki Wojennej na niszczyciel ORP„Ślązak”. Od 1942 do końca wojny pełnił służbę w stopniu podoficera we polskiej marynarce wojennej. Uczestniczył w inwazji aliantów na Sycylię. Od 8 do 10 września 1943 brał udział z załogą okrętu brał w inwazji na Italię pod Salerno. Następnie uczestniczył w działaniach wojennych w rejonie Sporad i Dodekanezu. Brał też udział w eskorcie 21 grudnia 1943 konwoju wojsk II Korpusu gen. Andersa z Aleksandrii do Brindisi. 6 czerwca 1944 wziął udział wraz z okrętem w największej operacji desantowej w historii - inwazji na Normandię. Po zakończeniu wojny jako miał dylematy nad powrotem do kraju. Wrócił ostatnim transportem do Polski w 1947. Został aresztowany przez UB i oskarżony o „szpiegostwo”. Na początku lat 50. zamieszkał w Świdniku. Przez wiele lat był kierownikiem popularnej restauracji „Świdniczanka” w Świdniku.
Jego brat Aleksander Wiszenko (1909–1982) ukończył Chrześcijańską Akademię Teologiczną był księdzem prawosławnym, pracował w parafii prawosławnej w Siemiatyczach. W latach 1970–1978 był proboszczem w parafii Ikony Matki Bożej „Wszystkich Strapionych Radości” w Tokarach.